# What About Us/LA Nights
What About Us/LA Nights – pierwszy singel André Tannebergera z albumu Future Memories. Został wydany 1 maja 2009 roku i zawiera trzy utwory.

## Lista utworów
| Nr | Tytuł                      | Długość |
| -- | -------------------------- | ------- |
| 1. | What About Us (Radio Edit) | 3:43    |
| 2. | L.A. Nights (Radio Edit)   | 3:56    |
| 3. | What About Us              | 5:35    |